# ستيفن فان دير ميولين
ستيفن فان دير ميولين (بالإنجليزية: Steven van der Meulen)‏ (ولد في أنتويرب؛ توفي في لندن، تقريبا 1563-1564) وهو فنان فلمنكي نشط في الفتر بين 1543 - 1564 تقريبا. برز في إنجلترا في العقد الأول من عهد إليزابيث الأولى باعتباره واحد من العديد من الفنانين الفلمنكيين الفعالين في محكمة تودور. اشتهر في بورتريه «بارينجتون بارك» لإليزابيث الأولى وكذلك للبورتريه التي طولها ثلاثة أرباع لأعضاء المحكمة الإنجليزية في النصف الأول من عقد 1560. اكتشف مؤخرا أنه توفي في لندن بين أكتوبر 1563 و يناير 1564.